# Geoff Davies
Geoffrey Peter Davies, conosciuto semplicemente come Geoff Davies (Ellesmere Port, 1º luglio 1947), è un ex calciatore inglese, di ruolo attaccante.

## Caratteristiche tecniche
Era un attaccante centrale.

## Carriera
Inizia la sua carriera agonistica nel Northwich Victoria e poi nel Wigan. Nel 1972 viene ingaggiato dal Chester City, con cui ottenne il quindicesimo posto nella Fourth Division 1972-1973.
Nell'ottobre 1973 viene ingaggiato per £4.000 dal Wrexham. Con i gallesi sfiora la promozione nella Third Division 1973-1974, arrivando al quarto posto. Sempre con i Red Robin vince la coppa del Galles 1974-1975, battendo in finale il Cardiff City. Con il Wrexham gioca anche un incontro della Coppa delle Coppe 1975-1976, nella gara di ritorno pareggiata per 1-1 contro gli svedesi del Djurgården. Nella competizione europea il club di Davies giungerà a disputare i quarti di finale, persi contro i futuri campioni dell'Anderlecht. 
Nel 1975 si trasferisce negli Stati Uniti d'America per giocare nei Boston Minutemen, franchigia della NASL. Nel campionato 1975 vince con i Minutemen il proprio girone ma si ferma ai quarti di finale nei playoff. Dopo un ritorno al Wrexham, torna ai Minutemen e nel corso della stagione seguente passa ai Chicago Sting, con cui vince il proprio girone arrivando a disputare le Division Championships, perse contro i futuri campioni del Toronto Metros-Croatia.
Terminata l'esperienza a Chicago torna in patria, dove gioca dapprima al Port Vale e poi in prestito all'Hartlepool Utd.
Nel 1977 torna in America, ingaggiato dal S.J. Earthquakes, con cui però non supera il turno preliminare dei playoff per il titolo.
Torna poi ancora una volta in patria per giocare nel Wimbledon FC, con cui ottiene il tredicesimo posto della Fourth Division 1977-1978.
Nel 1978 è di nuovo poi in America per giocare con i L.A. Skyhawks, franchigia dell'American Soccer League. Con i californiani raggiunge la finale nella stagione 1978, perdendola contro i New York Apollo. Nella stagione seguente fu chiamato a svolgere il ruolo di allenatore-giocatore degli Skyhawks al posto dello scozzese Jimmy Rolland, raggiungendo nei playoff le semifinali di divisione.,
Ha anche un'esperienza nell'indoor soccer, militando per una stagione con i San Francisco Fog. Tornato in patria, dopo un breve ritorno senza presenze ufficiali al Wrexham, torna a giocare nel Northwich Victoria e poi con i gallesi del Caernarfon Town, con cui chiuderà la carriera agonistica nel 1986.

## Palmarès
- Coppa del Galles: 1

Wrexham: 1974-1975